# Synagoga Fajwela Fajtlowicza w Łodzi
Synagoga Fajwela Fajtlowicza w Łodzi – prywatny dom modlitwy znajdujący się w Łodzi przy ulicy Nowomiejskiej 19.
Synagoga została zbudowana w 1891 roku z inicjatywy Fajwela Fajtlowicza, Motela Bławata i Pinkusa Grosfreida. Podczas II wojny światowej hitlerowcy zdewastowali synagogę.